# Богушевичский сельсовет
Богушевичский сельсовет — административная единица на территории Березинского района Минской области Республики Беларусь.

## Состав
Богушевичский сельсовет включает 27 населённых пунктов:
- Богушевичи — агрогородок.
- Божино — деревня.
- Бычин — деревня.
- Вилятино — деревня.
- Винорово — деревня.
- Высокая Гора — деревня.
- Головные Ляды — деревня.
- Городище — деревня.
- Новое Городище — деревня.
- Дубовый Лог — деревня.
- Едлино — деревня.
- Калюга 1 — деревня.
- Калюга 2 — деревня.
- Красная Горка — деревня.
- Красная Зорька — деревня.
- Крупка — деревня.
- Мотылянка — деревня.
- Михалево — деревня.
- Осмоловка — деревня.
- Островской Перевоз — деревня.
- Перевоз — деревня.
- Притерпа — деревня.
- Регисполье — деревня.
- Тополь — деревня.
- Устье — деревня.
- Чижаха — деревня.
- Якшицы — деревня.